# Тюрин, Сергей Григорьевич
Серге‌й Григо‌рьевич Тю‌рин (укр. Сергій Григорович Тюрін; род. 19 мая 1977) — украинский государственный деятель и адвокат, председатель Хмельницкой областной государственной администрации со 2 мая 2024 года.

## Биография
Родился 19 мая 1977 года.
В 2001 году окончил Хмельницкий институт регионального управления и права по специальности «правоведение». Ещё во время учёбы, в 2000 году начал работать юристом частного малого предприятия «М-Инвест» в городе Хмельницкий.
В 2002—2004 годах работал юристом государственного резервного семенного фонда Украины. С 2004 года начал заниматься адвокатской практикой, сначала до 2008 года был одним из партнёров юридической фирмы «Гвоздий и Партнёры» в Киеве, а с 2008 по январь 2021 года работал адвокатом, партнёром и исполнительным директором киевской юридической фирмы «С. Т. Партнёрс». Одновременно с декабря 2019 по январь 2021 года работал адвокатом и управляющим партнёром Киевской юридическо-консалтинговой группы компаний «Инстейт Групп».
В декабре 2020 года получил предложение председателя Хмельницкой областной государственной администрации Сергея Гамалия стать его первым заместителем, и был официально представлен на пресс-конференции 10 декабря 2020 года. Правда, работу на новой должности начал только в январе 2021 года. 15 марта 2023 года Сергея Гамалия уволили с должности главы областной администрации согласно поданному заявлению, и его первый заместитель в связи с отсутствием других кадровых решений президента начал исполнять обязанности главы областной администрации (с 16 марта 2023 по 2 мая 2024).
2 мая 2024 года указом президента Украины назначен председателем Хмельницкой областной государственной администрации.